# Trilaccodea meridionalis
Trilaccodea meridionalis es una especie de insecto coleóptero de la familia Chrysomelidae.
Fue descrita científicamente en 2004 por Borowiec.